# دفع شبه من شبه وتمرد ونسب ذلك إلى السيد الجليل الإمام أحمد (كتاب)
دفع شبه من شبه وتمرد ونسب ذلك إلى السيد الجليل الإمام أحمد هو كتاب من تأليف تقي الدين أبي بكر الحصني (752 - 829 هـ) رد به على من نسب بدعة التجسيم والتشبيه إلى الإمام أحمد بن حنبل. ويعد هذا الكتاب من أهم الكتب التي قام تقي الدين الحصني بتأليفها، وقد تحدث في مقدمة الكتاب عن سبب تأليفه للكتاب، فقال: «فإن سبب وضعي لهذه الأحرف اليسيرة، ما دهمني من الحيرة من أقوام أخباث السريرة، يظهرون الانتماء إلى مذهب السيد الجليل الإمام أحمد، وهم على خلاف ذلك والفرد الصمد. والعجب أنهم يعظمونه في الملأ، ويتكاتمون إضلاله مع بقية الأئمة! وهم أكفر ممن تمرد وجحد، ويضلون عقول العوام وضعفاء الطلبة بالتمويه الشيطاني، وإظهار التعبد والتقشف، وقراءة الأحاديث، ويعتنون بالمسند. كل ذلك خزعبلات منهم وتمويه. وقد انكشف أمرهم حتى لبعض العوام، وبهذه الأحرف يظهر الأمر - إن شاء الله تعالى - لكل أحد، إلا لمن أراد عز وجل إضلاله وإبقاءه في العذاب السرمد.»